# Старокуктово
Староку́ктово (рос. Старокуктово, башк. Иҫке Күктау) — село у складі Ілішевського району Башкортостану, Росія. Адміністративний центр Старокуктовської сільської ради.
Населення — 669 осіб (2010; 665 у 2002).
Національний склад:
- башкири — 93 %